# Zichyújfalu vasútállomás
Zichyújfalu vasútállomás egy Fejér vármegyei vasútállomás, amit a MÁV üzemeltet Zichyújfalu község közigazgatási területén.
A lakott terület déli szélén helyezkedik el, közúti elérését a falu főutcája, a 6212-es útból kiágazó 62 312-es számú mellékút (települési nevén Kosztolányi Dezső utca / Petőfi Sándor utca) biztosítja.
1938-ban filmforgatás helyszíne volt.

## Története
Zichyújfalu a MÁV 44-es számú Székesfehérvár–Pusztaszabolcs-vasútvonalának egyik állomása, amelyet a vasútvonallal egy időben, 1896-ban nyitott meg a Fejér és Tolna vármegyei HÉV.
Az állomás 1938-ban filmforgatás helyszíne volt, ugyanis Danielle Darrieux francia színésznő egyetlen magyarországi filmjének (Egy pesti éjszaka) egyes jeleneteit Zichyújfaluban vették föl.
A teljes vonal hossza 30 km. Székesfehérvár 22, Pusztaszabolcs pedig 8 kilométerre van a falutól vasúton. A 2008-as pályafelújításnak köszönhetően a vonat a korábbi körülbelül fél óra helyett 23 perc alatt teszi meg a 22 kilométert Székesfehérvárig, Pusztaszabolcs 8 kilométere pedig 7 percbe telik. A felújításból kifolyólag a pályasebesség 80 km/h lett, de a vonatok 225 kilonewtonos tengelyterhelés mellett 100 km/h sebességgel is közlekedhetnek.
2021 őszén, a Magyar Falu Program keretében megkezdődött a felvételi épület felújítása, a romos szolgálati lakást pedig – önkormányzati kérésre – elbontották. A bruttó 63 millió (nettó 49-50 millió) forintból felújított állomás átadása 2022. szeptember 15-én történt meg.

## Leírása
Négyvágányos állomás, átmenő vágánya a harmadik. Az első vágány mellett található egy rakodó, melyhez hajdan rámpa is tartozott, melyen az állatokat hajtották föl a vagonokra. Az első vágányból Börgönd-felőli váltókörzetnél kiágazik egy iparvágány, ami a falu ipari parkjába vezet. A felvételi épületen és a raktáron kívül az állomáshoz tartozik egy használaton kívüli lakótömb, két bakterház és egy szintén használaton kívüli irányítótorony is. 2009-ben a vasútvonal felújításakor az állomás három vágányát átépítették, az utasok számára új peront készítettek. A vonal állomásai és megállóhelyei közül Székesfehérvár és Pusztaszabolcs után Zichyújfalu számít a legforgalmasabbnak.

## Utasforgalom
2014-ben Zichyújfalu állomáson az átlagos utasforgalom körülbelül 140 fő volt naponta, ami mintegy 51 ezer utast jelentett az évben, miközben a vasútvonal forgalma 134 ezer fő volt a MÁV-START utasszámlálása alapján. Ez 22%-os emelkedést jelentett 2013-hoz képest, amikor mintegy 110 ezren vették igénybe a szolgáltatást a vonalon a MÁV-START szerint.

## Vonatforgalom
| Járat | Útvonal                                                                                     | Gyakoriság   |
| ----- | ------------------------------------------------------------------------------------------- | ------------ |
| S440  | Pusztaszabolcs – Zichyújfalu – Seregélyes-Szőlőhegy – Seregélyes – Börgönd – Székesfehérvár | 1-2 óránként |

## A felvételi épület
Az állomás felvételi épületének főépülete egyidős a vasútvonallal. Eredetileg harmadosztályú HÉV típustervek alapján készült, de története során több kisebb-nagyobb átalakításon ment keresztül. A legfontosabb változtatás, hogy nyugati homlokzatához egy földszintes szárnyat építettek, de ez valószínűleg nem szabványbővítés, mivel a típustervekben emeletes bővítést javasolnak, olyat, amilyet a közeli Seregélyes megállóhelyen is láthatunk. Említendő még, hogy egy későbbi felújítás során a díszítéseket eltávolították, az ablakok méretét pedig lecsökkentették.
Az emeleten szolgálati lakások találhatók, ezeket ma is lakják.

## Egyéb létesítmények
A felvételi épülettől balra egy nagy szolgálati lakótömb található. Az ajtóktól az ablakokig minden eredeti volt benne, így értékes példája volt a 19. század végi Magyarország vasúti építészetének. Jelenleg elhagyott, állapota folyamatosan romlik. Ennek oka, hogy 2010 körül egy vihar erősen megrongálta az épület tetejét, amivel a vasúttársaság nem törődött, így az épület lakhatatlanná vált. További szolgálati lakások (bakterházak) tartoznak az irányítótornyokhoz is. Ezeket a lakásokat ma is lakják.
Az épülettől jobbra található a mellékhelyiség, melyet ma raktárként hasznosítanak. Az utasvécé jelenleg a váróteremből nyílik.
Az állomás Pusztaszabolcs felőli végén áll a II. számú irányítótorony. Az épület elhagyatott, mivel a korszerűsítés részeként D55 típusú biztosítóberendezést építettek ki, így az állomásirányítás a felvételi épületre korlátozódott, az irányítótornyok pedig szükségtelenné váltak. Az állomás Börgönd felőli végéhez is tartozott egy váltóállító torony (I-es torony), amit a 2009-es átépítés során elbontottak. Nem tudni, hogy a II-es torony bontása miért nem történt meg (Seregélyesen ugyanez volt a helyzet. A II-es torony elbontására ott évekkel később ugyan, de végül sort kerítettek). A hajdan korszerűnek számító tornyokat az 1950-es években emelték, amikor alkalmassá tették a vonalat 100 km/órás sebességre. Ilyen irányítótornyok Tárnokon és Börgöndön vannak a környéken, de ilyen tornyai voltak a már emlegetett Seregélyes állomásnak (ma már csak megállóhely) is. Napjainkban a zichyújfalui II-es torony környékét és az odavezető földút melletti területet illegális hulladéklerakónak használják ismeretlenek.

## Galéria

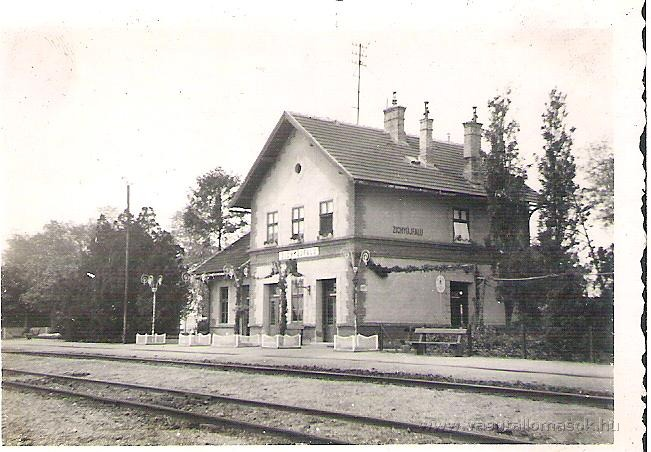
A felvételi épület a 20. század első felében
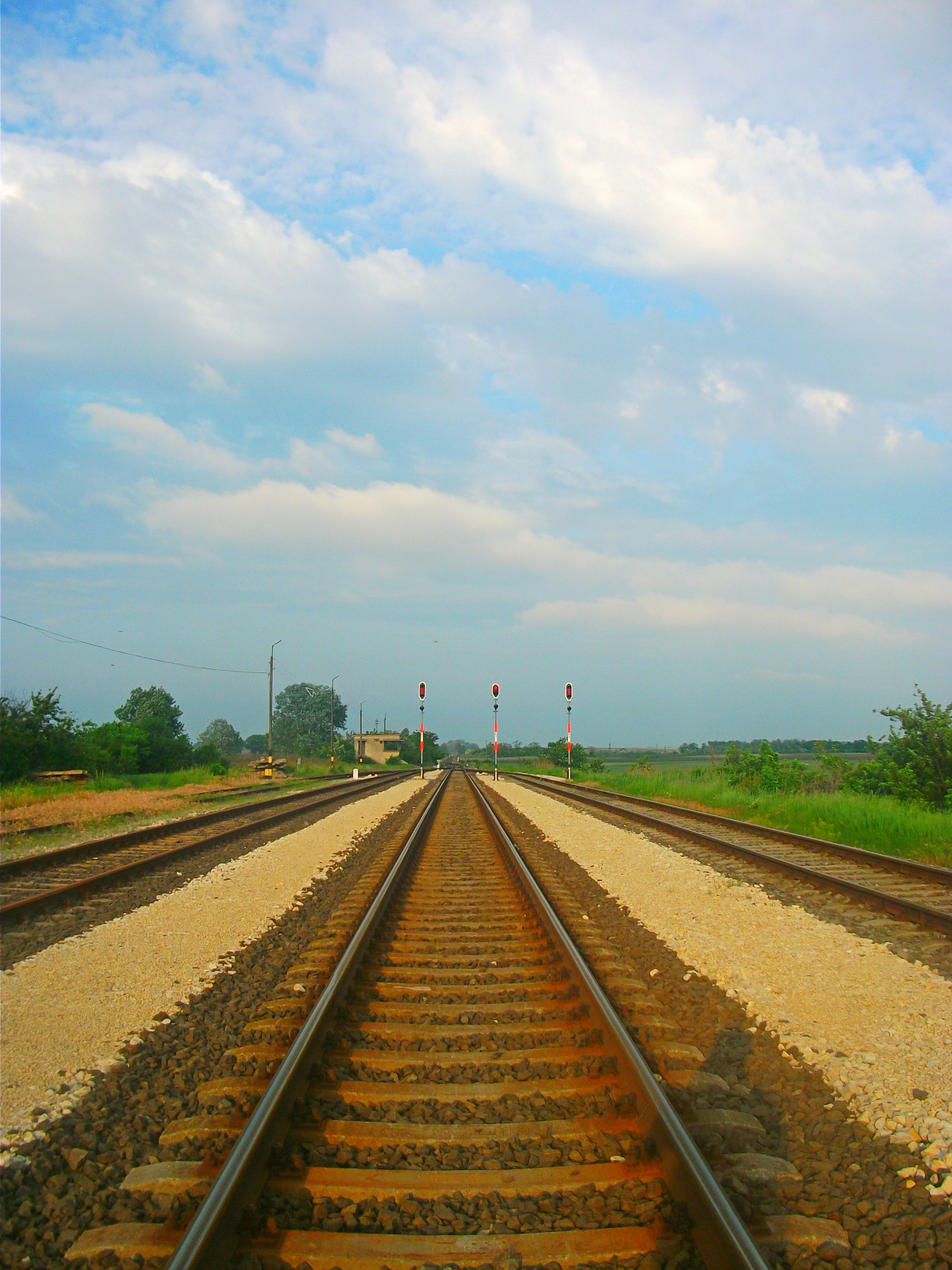
Az állomás vágányai Pusztaszabolcs felé tekintve. A képen látható a II-es torony is
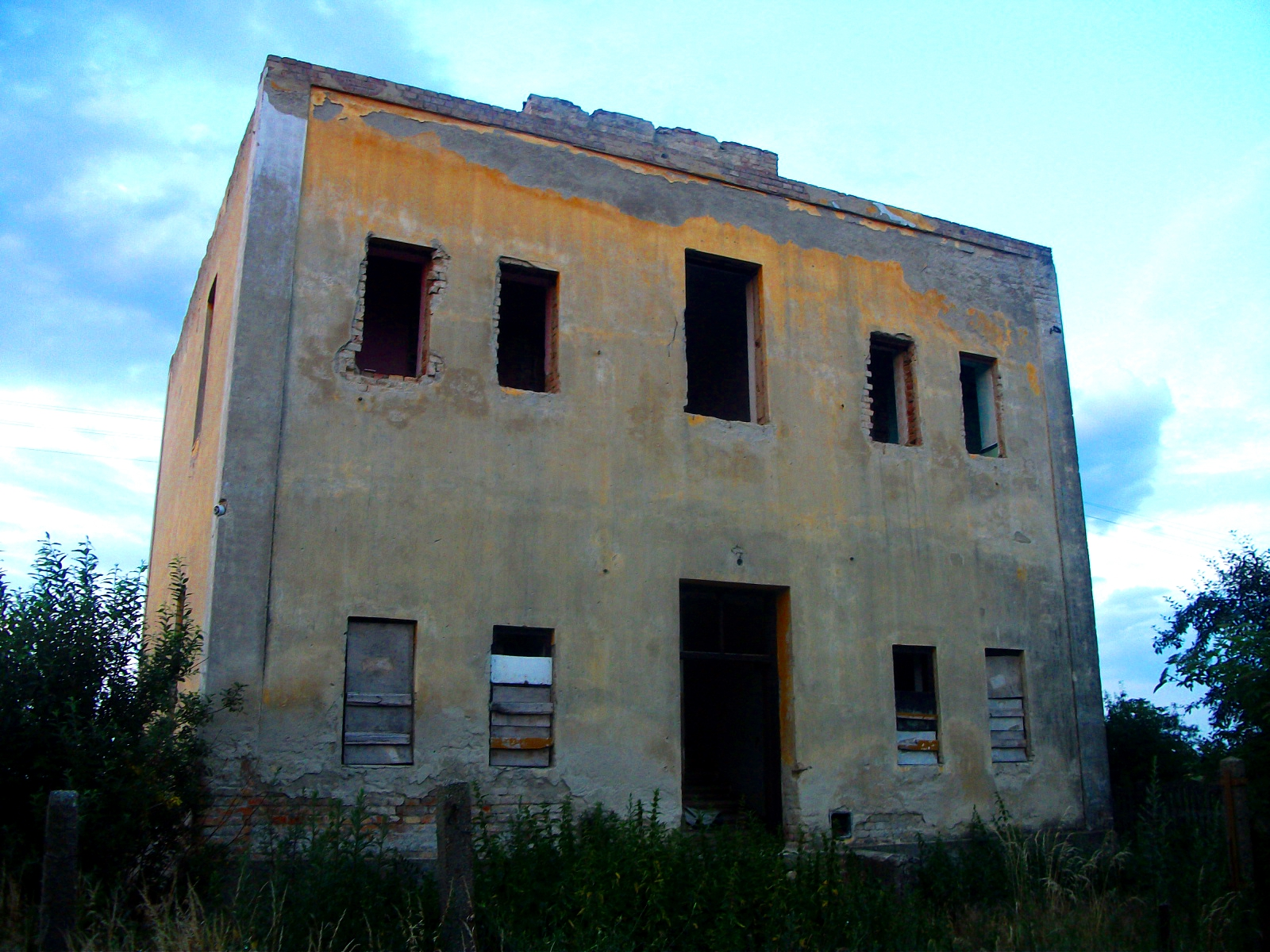
A szolgálati lakótömb torzója
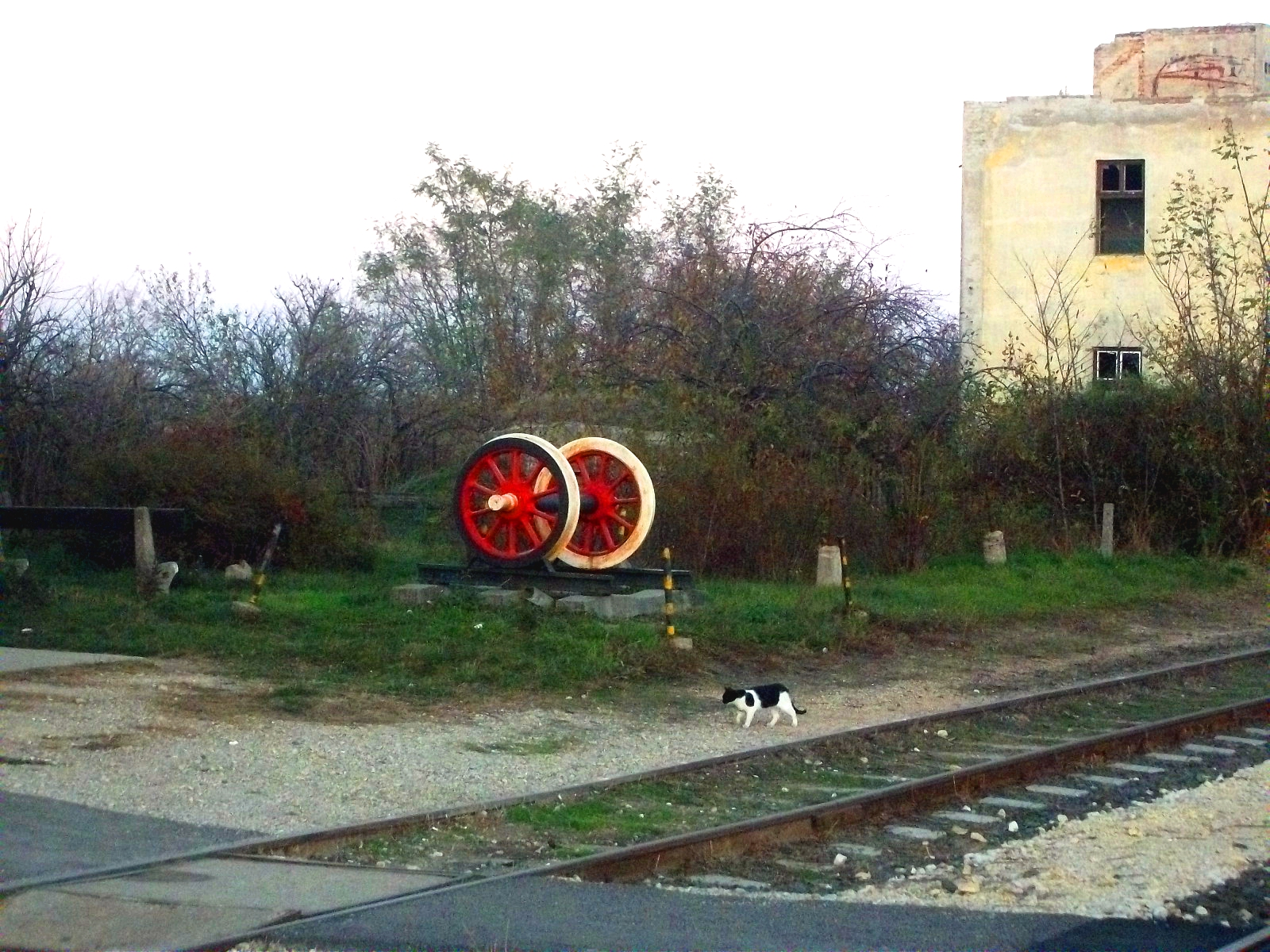
A kiállított küllős vasúti kerékpár
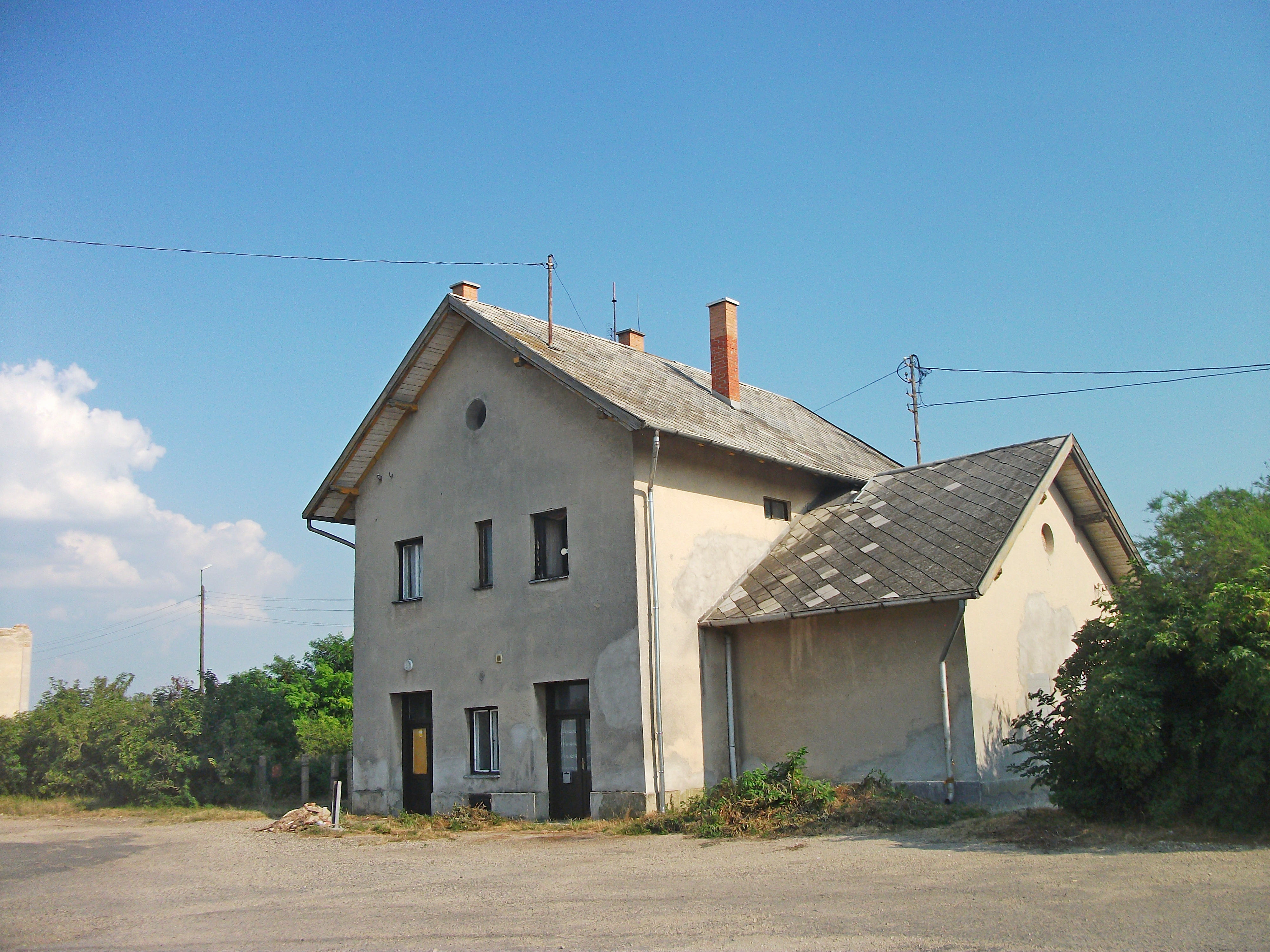
Felvételi épület a Vasút utca felől
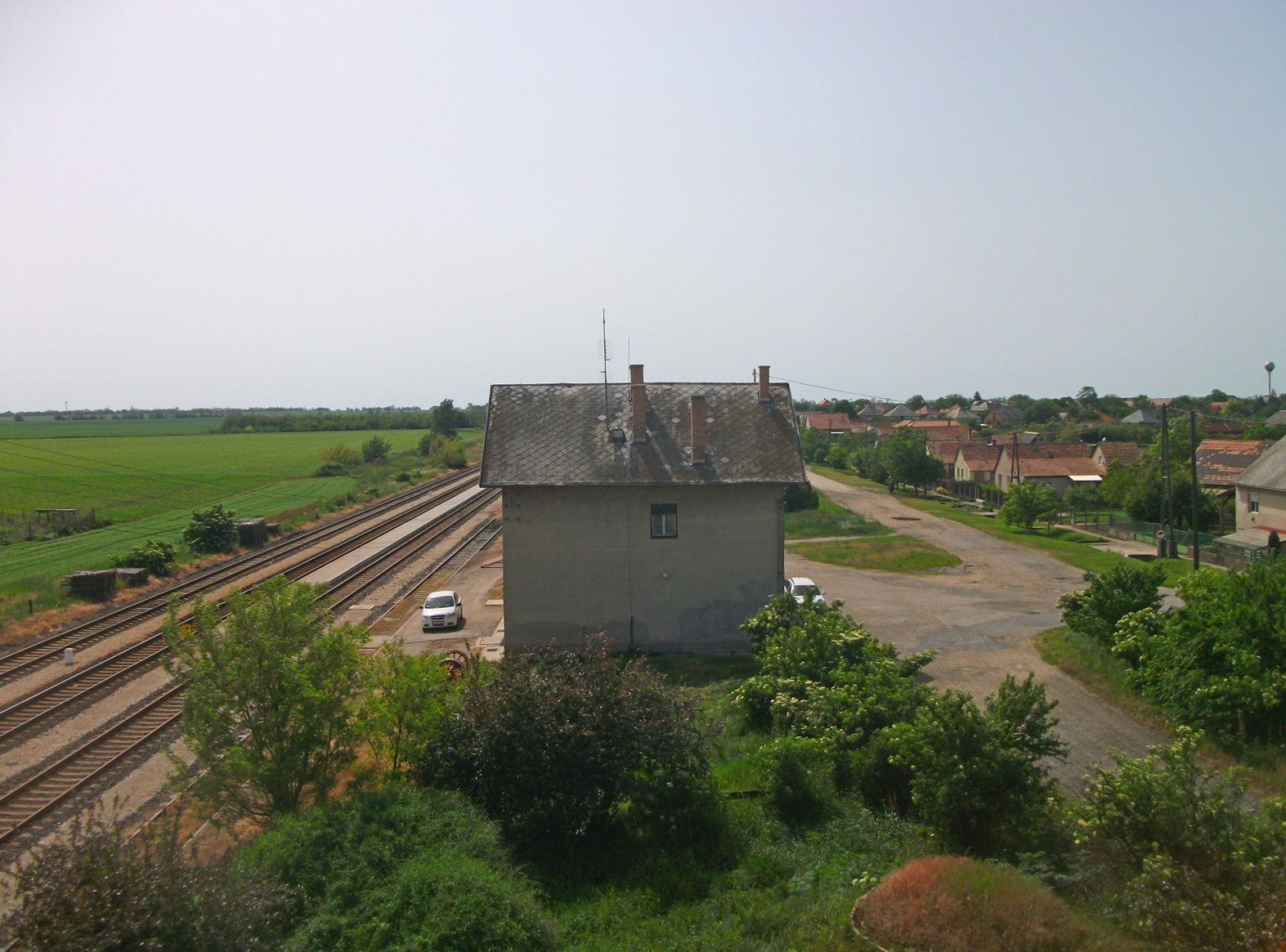
A vasútállomás az egykori szolgálati lakótömbből nézve
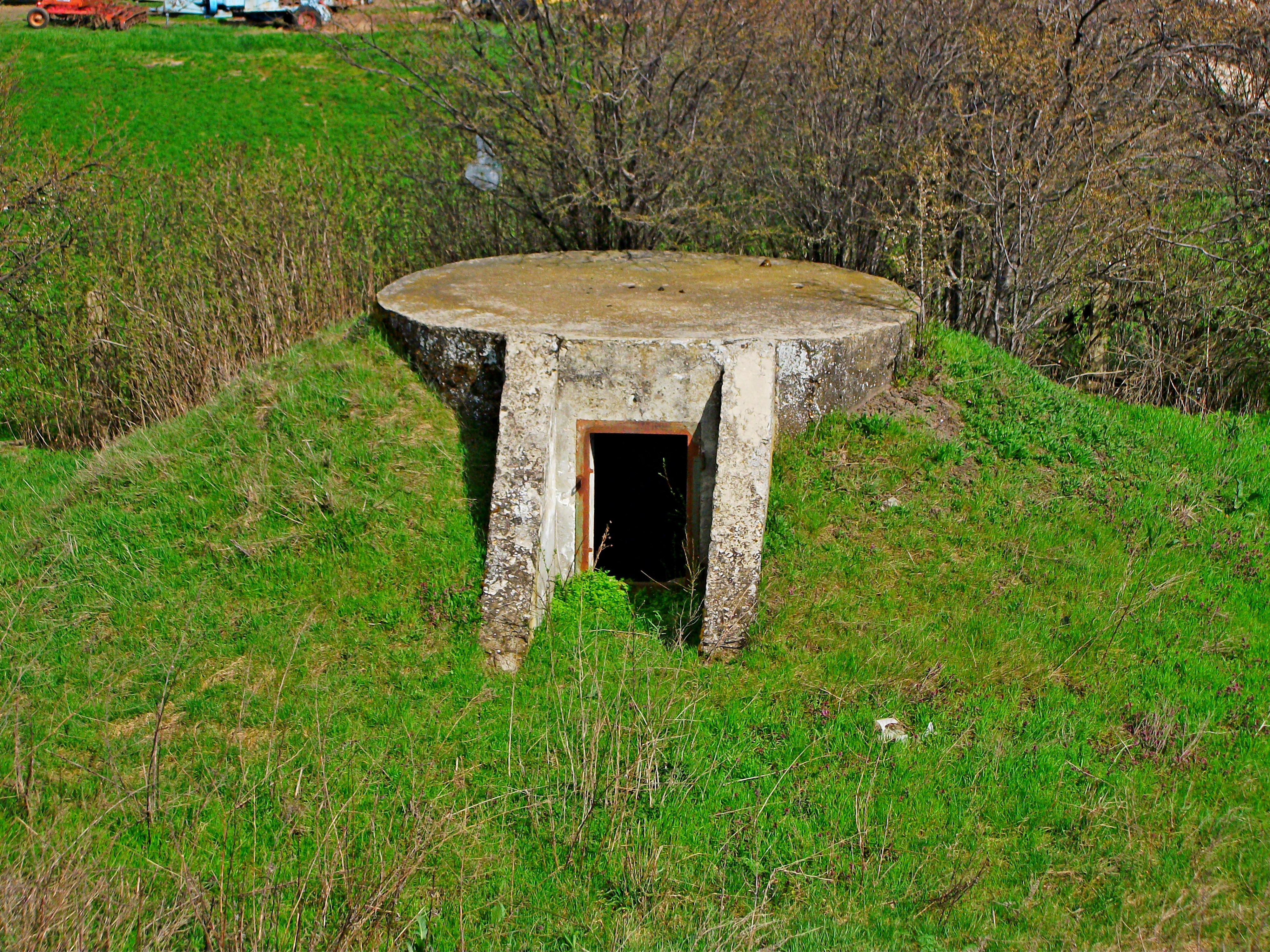
Bunker a vasútállomás területén, az egykori szolgálati tömb mellett